# Ибраево (Аургазинский район)
Ибраево (баш. Ибрай) — деревня в Аургазинском районе Республики Башкортостан. Входит в состав Кебячевского сельсовета.

## Географическое положение
Расстояние до:
- районного центра (Толбазы): 14 км,
- центра сельсовета (Кебячево): 5 км,
- ближайшей железнодорожной станции (Белое Озеро): 23 км.

## Население
| 2002 | 2009 | 2010 |
| ---- | ---- | ---- |
| 53   | ↘49  | ↘36  |

### Национальный состав
Согласно переписи 2002 года, преобладающая национальность — татары (100 %).